# Poxdorf (Thüringen)
Poxdorf ist eine Gemeinde im Saale-Holzland-Kreis in Thüringen. Erfüllende Gemeinde ist die Stadt Bürgel.

## Geografie

### Lage
Der Ort befindet sich in waldreicher Umgebung rund drei Kilometer nördlich der Stadt Bürgel  und etwa 10 Kilometer (Luftlinie) westlich der Kreisstadt Eisenberg.

### Nachbargemeinden
Angrenzende Gemeinden sind im Uhrzeigersinn Tautenburg, die Stadt Schkölen und Mertendorf im Norden, die Stadt Bürgel im Osten, Nausnitz im Süden sowie Graitschen im Westen.

### Gewässer
Poxdorf befindet sich in einem Seitental der Gleise.

### Berge
Höchste Erhebungen ist die nördlich über dem Dorf  gelegene Poxdorfer Höhe (356 m ü. NN).

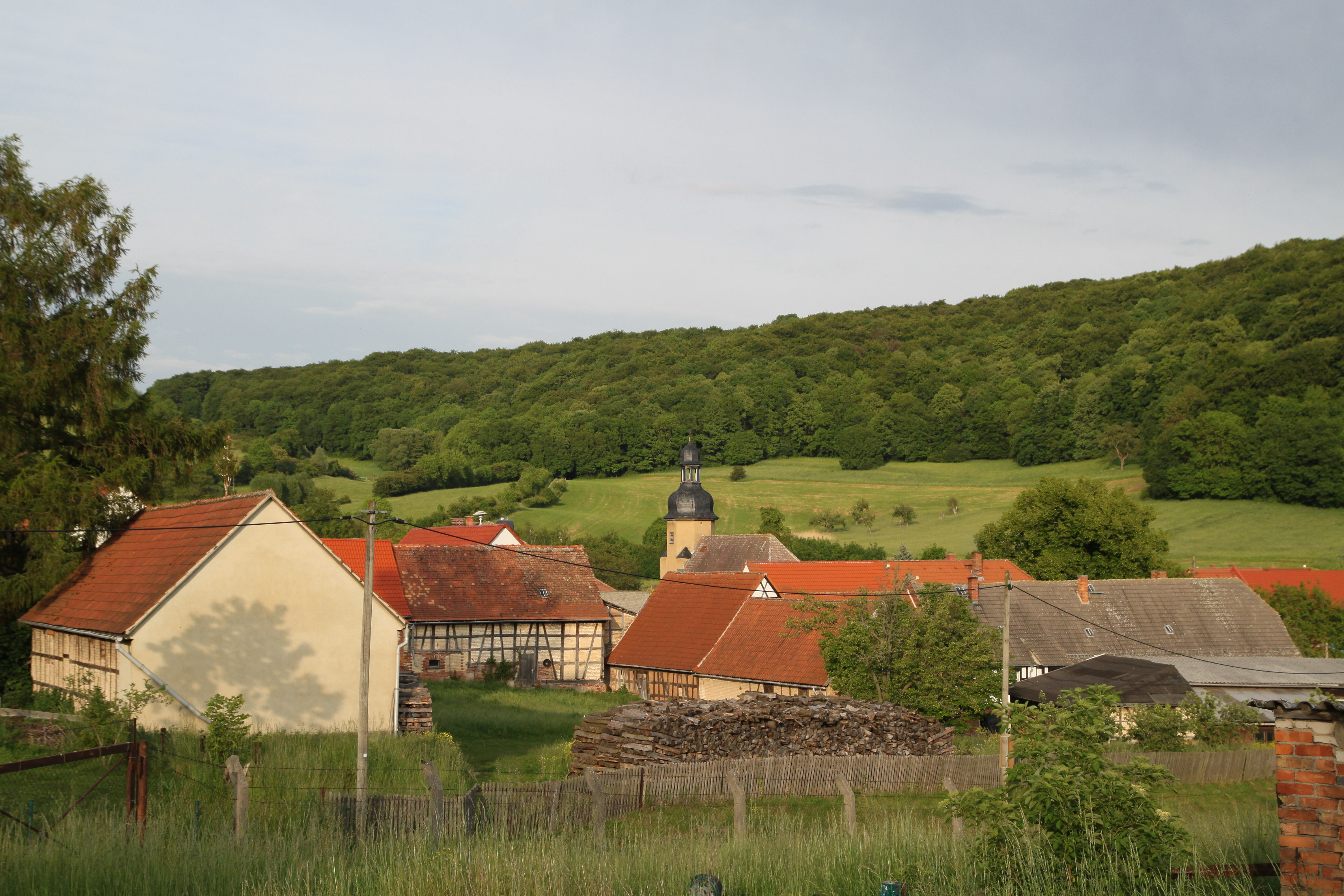
Dorfansicht von Poxdorf

## Geschichte
Entlang des mittleren Saaletals entstanden bei Jena, Tautenburg, Dornburg/Saale, Camburg und anderen Orten seit dem 10. Jahrhundert Burgen und Befestigungsanlagen, die das Zurückdrängen der Slawen in der Regierungszeit der deutschen Könige Heinrich I. und Otto I. belegen. Auch bei Poxdorf entstand eine kleinere Burganlage – Hausen – genannt. Die Burgstelle, heute ein Bodendenkmal, befindet sich  etwa 1,5 km östlich der Ortslage am Ausgang des Teufelsgrund. Das gleichnamige Satellitendorf Hausen wurde ebenfalls zerstört. Die Burg diente vor allem dem Schutz zweier Handelsstraßen, die östlich unterhalb der Burg vorbeiführten: eine Nord-Süd-Verbindung (Nürnberger Straße) von Nürnberg nach Naumburg/Saale und Merseburg und eine Ost-West-Verbindung von Dornburg/Saale in Richtung  Zeitz und Altenburg. Diese Altstraße führte auch durch den Tautenburger Wald in Richtung auf Tautenburg. Die Burg schützten Steilhänge an drei Seiten und nach Osten gab es eine Wall-Graben-Befestigung. Burg und Dorf Hausen sollen 1450 im Sächsischen Bruderkrieg zerstört worden sein. In den Jahren 1239 und 1256 fanden die Herren von Hausen Erwähnung.
Bei Wolfgang Kahl wird 1145 als urkundliches Ersterwähnungsjahr Poxdorfs genannt.
Ursprünglich waren die Schenken von Tautenburg Herren über Poxdorf. Nach dem Aussterben dieses Adelsgeschlechts gehörte der Ort ab 1640/52 zum kursächsischen Amt Tautenburg. Mit dem Wiener Kongress kam Poxdorf 1815 zum Großherzogtum Sachsen-Weimar-Eisenach und wurde 1822 dem Amt Bürgel mit Tautenburg angegliedert. 1850 kam der Ort zum Verwaltungsbezirk Weimar II (ab 1868: Verwaltungsbezirk Apolda) des Großherzogtums. Seit 1920 gehört das Dorf zum Land Thüringen.

## Sehenswürdigkeiten
- Die Poxdorfer Kirche ist ein im Kern romanisches Bauwerk, hierzu gehören die Chorapsis mit einem Rundbogenfenster. Über dem südlichen Portal verweist eine Inschrift auf eine Umbaumaßnahme im Jahr 1718.
- Am nördlichen Ortsrand befindet sich das Naturschutzgebiet Poxdorfer Hang.
- Die Burgwüstung Hausen und zugehörige Wüstung wurde bereits im 19. Jahrhundert von Ausgrabungen  betroffen, das Gelände ist ein Bodendenkmal.

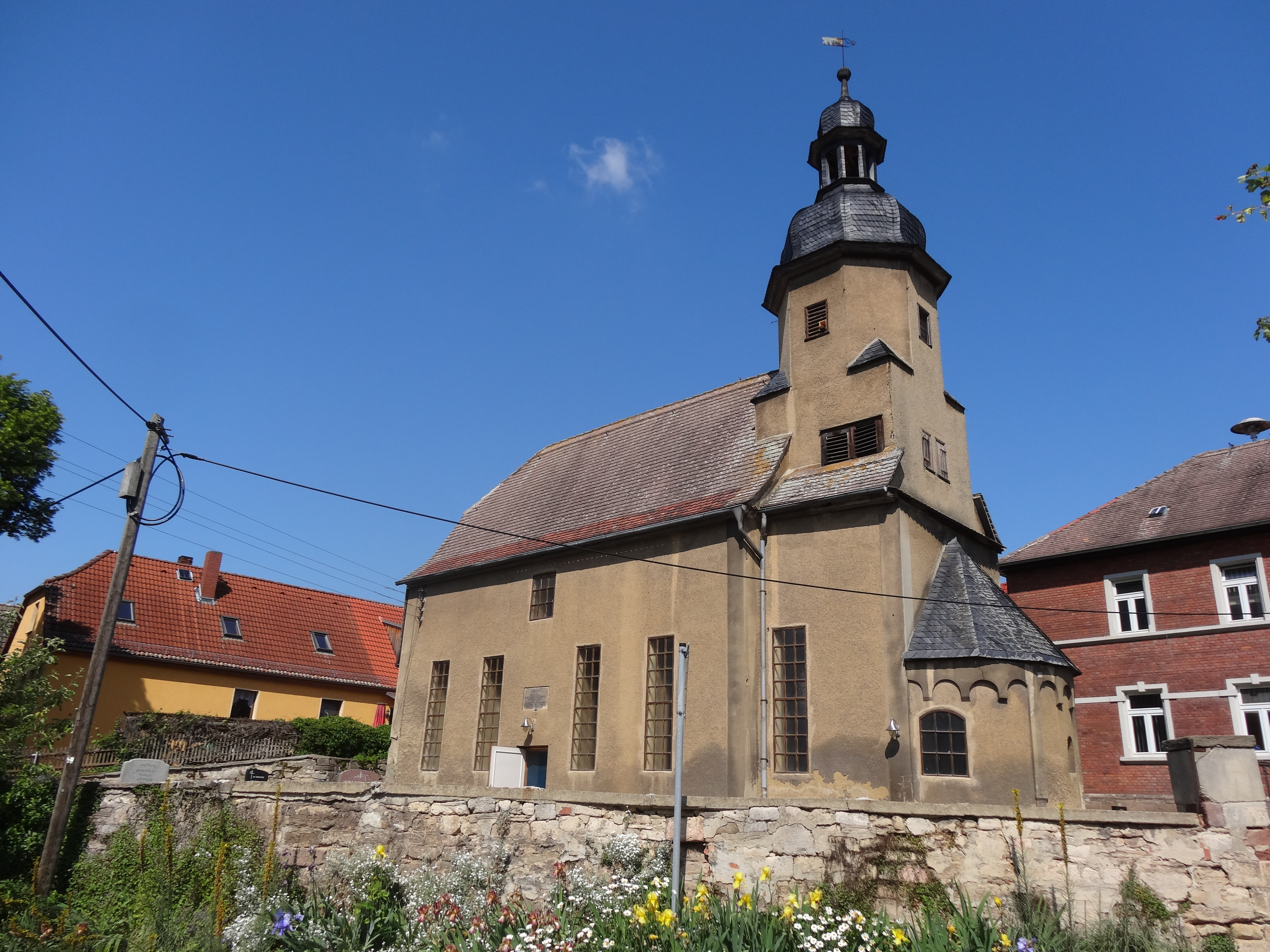
Dorfkirche
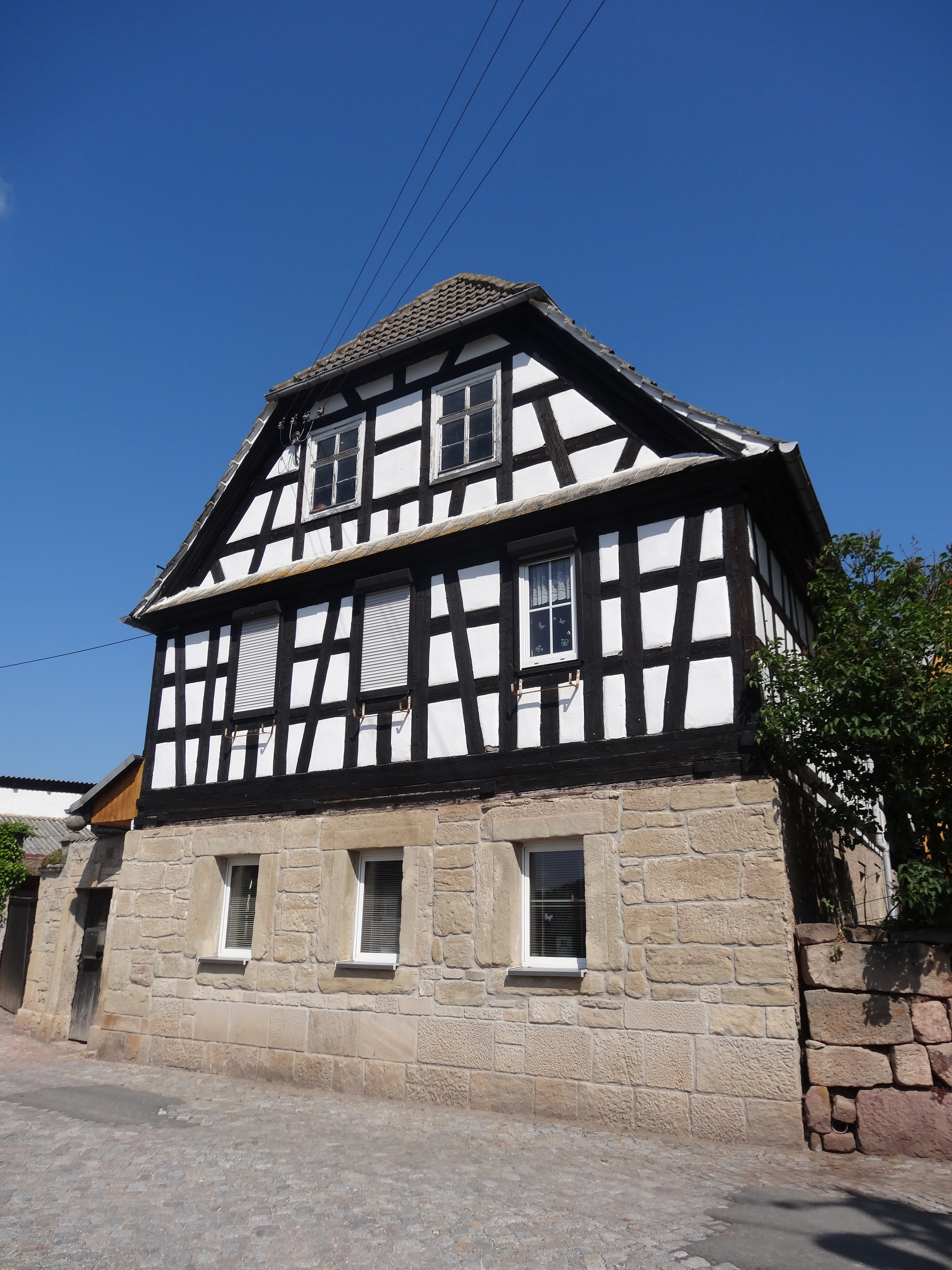
Fachwerkhaus
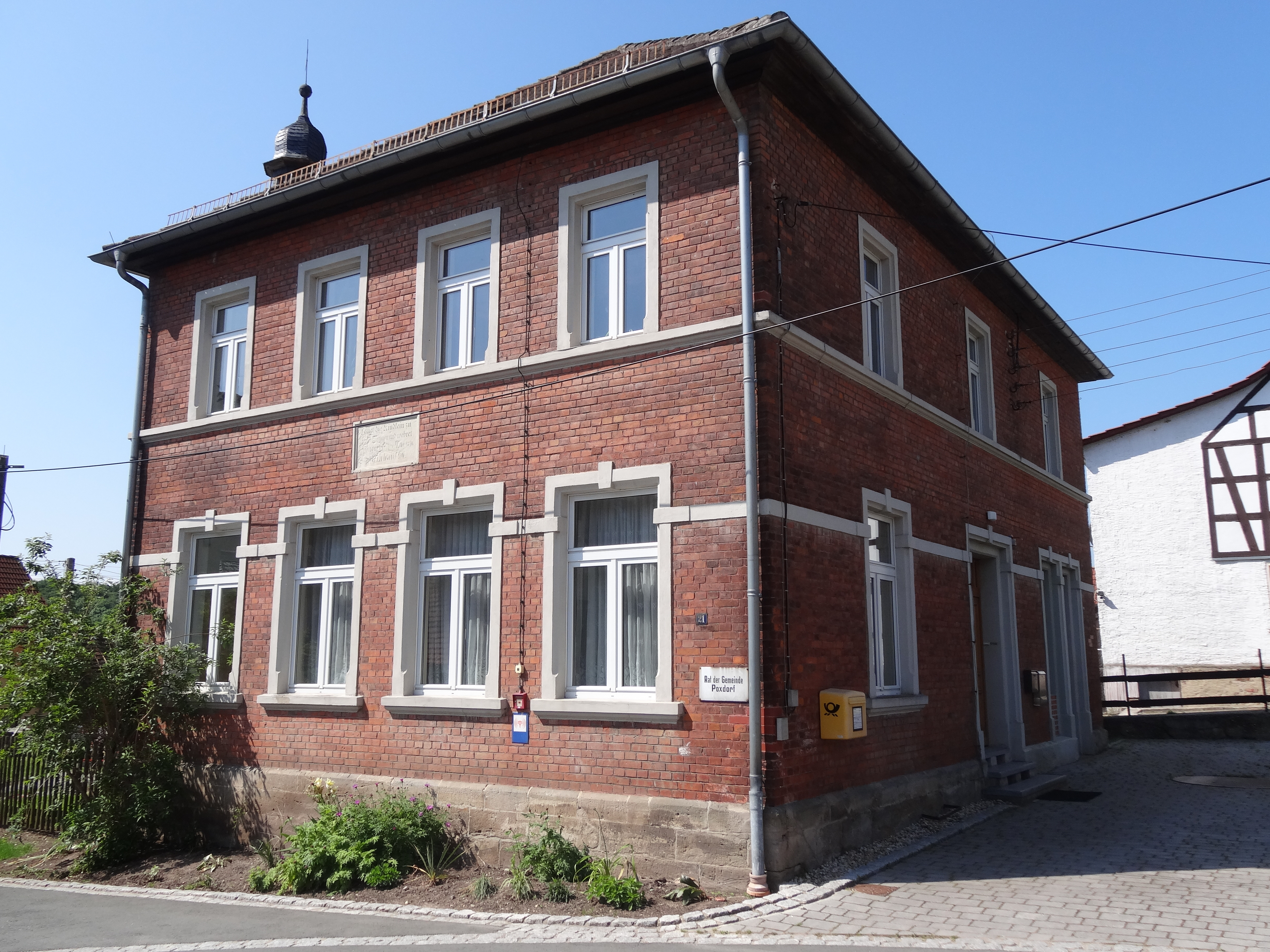
Gemeindehaus

## Persönlichkeiten
- Georg Schmauder (1909–1982), Agrarwissenschaftler und Hochschullehrer
- Klaus Körner (1946–2023), Schriftsteller, Publizist, Jurist und Politiker